# Крушовене
Крушовене (болг. Крушовене) — село в Болгарии. Находится в Плевенской области, входит в общину Долна-Митрополия. Население составляет 1 068 человек.

## Политическая ситуация
В местном кметстве Крушовене, в состав которого входит Крушовене, должность кмета (старосты) исполняет Костадин Георгиев Дюлгеров (Болгарская социалистическая партия (БСП)) по результатам выборов правления кметства.
Кмет (мэр) общины Долна-Митрополия — Александр  Пенков Печеняков (Болгарская социалистическая партия (БСП)) по результатам выборов в правление общины.